# Suma (Iucatã)
Suma é um município do estado do Iucatã, no México. A população do município calculada no censo 2005 era de 1.768 habitantes.